# Su-Mei Tse
Su-Mei Tse, née en 1973, est une musicienne, artiste et photographe luxembourgeoise. Ses œuvres allient photographie, vidéo, installations et musique. En 2003, elle reçoit le Lion d'or de la meilleure participation nationale à la Biennale de Venise.

## Biographie
Fille d'un violoniste chinois et d'une pianiste anglaise, Tse naît le 29 janvier 1973 dans la ville de Luxembourg. Ayant reçu une formation de violoncelliste classique, elle remporte le Premier Prix de Violoncelle avant de poursuivre ses études au Conservatoire de musique de Paris. En 1996, elle reçoit également un diplôme de textile et d'impression de l'École nationale supérieure des arts appliqués et des métiers d'art. Enfin, en 2000, elle est diplômée d'arts plastiques à l'École nationale supérieure des beaux-arts de Paris,.
En 2014-2015, elle est pensionnaire de l' Académie de France à Rome - Villa Médicis.
Su-Mei Tse est représentée par la galerie Nosbaum Reding, Luxembourg. 

## Œuvre
Les œuvres de Tse mêlent photographies, vidéos et objets. Le son, le rythme et la musique jouent un rôle important dans ses œuvres. La Marionnette (1999) est l'une des premières œuvres de Tse : le morceau de violoncelle joué par l'artiste est continuellement interrompu par les fils attachés à ses membres comme à ceux d'une marionnette. Dans Das wohltemperierte Klavier (Le Clavier bien tempéré) (2001), le jeu de la mélodie est perturbé par les bandages attachés aux doigts du musicien.
Su-Mei Tse se fait connaître en 2003, lorsqu'elle reçoit un Lion d'or pour son exposition intitulée [ɛ:r] conditionné, qui s'est tenue au pavillon luxembourgeois de la Biennale de Venise. Sa projection vidéo Les Balayeurs du désert montre des balayeurs de rue parisiens (reconnaissables à leurs vêtements verts et jaunes) qui balayent sans raison le sable du désert ; la vidéo est accompagnée de sons de balais frottant l'asphalte. La deuxième grande œuvre de Tse, intitulée L'Écho, illustre une violoncelliste assise sur une chaise dans l'herbe ; la mélodie qu'elle joue se réfléchit dans la montagne se trouvant devant elle. Les œuvres de l'exposition abordent différents aspects : le son « [ɛ:r] » désigne à la fois l'ère, mais aussi l'aire et l'air.
En 2005, Tse est retenue pour une exposition en solo à la Renaissance Society (en) de Chicago. Nommée The Ich-Manifestation, elle comprend cinq œuvres.
Tse a également créé une exposition intitulée Floating Memories, présentée en 2009 au Musée Isabella Stewart Gardner de Boston. Elle mélange de la sculpture, du son et une projection vidéo montrant un gramophone tournant indéfiniment sur un vieux tapis. Elle est censée rappeler des souvenirs d'enfance.
Du 6 mai au 3 juillet 2011, Su-Mei Tse tient une exposition intitulée Vertige de la vie à la Fondation Joan-Miró de Barcelone.

## Récompenses
- 2009 : prix Prince-Pierre-de-Monaco de l'art contemporain
- 2006 : SR-Medienkunstpreis, Saarlandischer Rundfunk, Sarrebruck
- 2005 : Edward Steichen Award, Luxembourg (bourse et résidence d'artiste à New York en 2006)
- 2003 : Lion d'Or de la meilleure participation nationale 50e exposition internationale d'Art, Biennale de Venise, Italie[2]
- 2002 : Prix d'art Robert-Schuman (lb) - Prix Interrégional SaarLorLux
- 2013 : Chevalier de l'Ordre de Mérite du Grand-Duché de Luxembourg